# TOCA Race Driver (gra komputerowa)
TOCA Race Driver (znana też jako ToCA Race Driver) – trzecia (po TOCA Touring Car Championship Racing i TOCA 2 Touring Cars) odsłona serii realistycznych symulacji wyścigów wszelakiej ilości samochodów sportowych.

## Rozgrywka
Źródło: Gry-OnLine
- 13 rodzajów mistrzostw samochodowych, m.in.: GT Sports Car Racing, Street Racing, Rally, DTM, V8 Supercars, Global GT Lights, Rally Cross, Formula Ford, Open Wheel Grand Prix i Classic Car Racing.
- 38 tras wyścigowych.
- Autentyczne trasy znane z oficjalnych mistrzostw.
- 42 modele samochodów.

### Samochody
Źródło:
- AC Cobra 212 S/C
- AC Cobra CRS
- Alfa Romeo 147
- Alfa Romeo GTV
- Audi Abt TT-R
- Austin Mini Cooper
- Chevrolet Cavalier Z24
- Chevrolet Corvette 1978
- Chevrolet Corvette Z06
- Chevrolet Monte Carlo
- Dodge Charger 1969
- Dodge Neon Sedan
- Dodge Viper
- Dodge Viper GTS-R
- Eagle Talon
- Ford Falcon AU
- GMD DPRS T-230
- Holden Commodore VX
- Koenig C62
- Lexus IS200
- Lotus Sport Elise
- Marcos LM600
- Marcos Mantis GT3
- Mercedes-Benz CLK-DTM
- MG Lola EX257 Le Mans
- MG ZR Turbo
- MG ZS
- Mitsubishi Evo VI
- Mitsubishi Mirage
- Nissan Skyline GT-R (R34)
- Opel Astra V8 Coupe
- Peugeot 406 Coupé
- Proton Satria GTi
- Saab 9-5 Aero
- Subaru Impreza WRX
- Toyota Chaser
- Toyota GT1
- Toyota Supra
- Toyota Supra GT
- TVR Cerbera Speed 12
- TVR Tuscan Challenge
- TVR Tuscan R
- Vauxhall Astra Coupe